# Везен-ле-Коке
Везен-ле-Коке (фр. Vezin-le-Coquet) — коммуна на северо-западе Франции, находится в регионе Бретань, департамент Иль и Вилен, округ Ренн, кантон Ле-Рё. Пригород Ренна, примыкает к столице региона с запада.
Население (2018) — 5 987 человек. 

## Достопримечательности
- Церковь Святого Петра
- Шато ла Друэтьер
- Шато Монтинье

## Экономика
Структура занятости населения:
- сельское хозяйство — 1,2 %
- промышленность — 13,3 %
- строительство — 6,0 %
- торговля, транспорт и сфера услуг — 45,3 %
- государственные и муниципальные службы — 34,3 %

Уровень безработицы (2018) — 13,2 % (Франция в целом —  13,4 %, департамент Иль и Вилен — 10,4 %). 

Среднегодовой доход на 1 человека, евро (2018) — 23 200 (Франция в целом — 21 730, департамент Иль и Вилен — 22 230).

## Демография
Динамика численности населения, чел.

## Администрация
Пост мэра Везен-ле-Коке с 2020 года занимает Рене-Франсуа Уссен (René-François Houssin). На муниципальных выборах 2020 года возглавляемый им левый список победил в 1-м туре, получив 53,88 % голосов.
| Период | Период | Фамилия            | Партия                  | Примечания                              |
| ------ | ------ | ------------------ | ----------------------- | --------------------------------------- |
| 1971   | 2001   | Робер Ран          |                         | научный сотрудник INRA                  |
| 2001   | 2008   | Иолен Ле Кадр      | Разные левые            | фармацевт                               |
| 2008   | 2012   | Жерар Ле Кам       | Социалистическая партия | инспектор государственного казначейства |
| 2012   | 2020   | Жан Рудо           | Социалистическая партия | работник гостиницы                      |
| 2020   |        | Рене-Франсуа Уссен | Разные левые            | административный и финансовый директор  |